# Francisco el Hombre
Francisco el Hombre es el arquetipo del juglar vallenato del folclor de Colombia. Su existencia tiene componentes tanto legendarios como históricos que lo han convertido en figura emblemática del imaginario popular de la Costa Caribe.

## La leyenda
La leyenda narra que, una noche, el juglar iba como siempre sacando algunas notas de su acordeón y cantando para hacer más ligero el camino. De repente se dio cuenta de que cada melodía que interpretaba era respondida con una aún mejor por otro músico que no lograba divisar en la oscuridad. Luego de casi dos horas de enfrentamiento, Francisco se encontraba atónito por la interpretación de su contendiente, quien le estaba ganando.
Francisco decidió seguir la melodía de su adversario hasta que por fin lo divisó entre la penumbra de la noche, sin embargo no lograba identificar plenamente de quién se trataba. De pronto, un rayo de luz de luna penetró la penumbra y la silueta de su contricante se hizo evidente, se trataba del diablo. Fue entonces cuando el juglar comprendió que se estaba enfrentando en el máximo duelo, miró al cielo, rezó el Credo al revés y entonó la melodía más hermosa y armoniosa jamás escuchada. Ante tal despliegue de habilidad, Satanás escapó entre las penumbras dejando como ganador del duelo a Francisco.
Francisco el hombre es mencionado en Cien años de soledad como «un anciano trotamundos de casi doscientos años que pasaba con frecuencia por Macondo divulgando las canciones compuestas por él mismo. En ellas, Francisco el Hombre relataba con detalles minuciosos las noticias ocurridas en los pueblos de su itinerario, desde Manaure hasta los confines de la ciénaga, de modo que si alguien tenía un recado que mandar a un acontecimiento que divulgar, le pagaba dos centavos para que lo incluyera en su repertorio... Encontró a Francisco el Hombre, como un camaleón monolítico, sentado en medio de un círculo de curiosas. Cantaba las noticias con su vieja voz descordada, acompañándose con el mismo acordeón arcaico que le regaló Sir Walter Raleigh en la Guayana, mientras llevaba el compás con sus grandes pies caminadores agrietados por el salitre».

## El Francisco histórico
Una de las posibles identidades reales de Francisco el Hombre es Francisco Moscote, nacido en el corregimiento de Villa Martín (Macho Bayo), del municipio de Riohacha, departamento de La Guajira.
Otro posible Francisco histórico es Francisco "Pacho" Rada, nacido en Plato (Magdalena), quien aprendió a tocar el acordeón desde temprana edad; además, se le atribuye la creación de uno de los aires del vallenato, el son. La película de 2000 El acordeón del diablo, que trata sobre la vida de Rada, lo propone como el personaje legendario.

## Festivales y tarimas
En honor a Francisco El Hombre se bautizó la tarima de la plaza Alfonso Lopez donde se realizaba el evento principal del Festival de la Leyenda Vallenata de Valledupar hasta 2004, cuando fue trasladado al Parque de la Leyenda Vallenata. Asimismo, da su nombre al Festival Francisco El Hombre de Riohacha. Su imagen está dibujada en la tarima de la plaza del Hombre Caimán en el municipio de Plato, Magdalena.